# 李朝 (蜀漢)
李朝（？—222年），字偉南，益州廣漢郪縣（今四川省三台縣）人。李邵兄，與其弟李邵及另一早亡弟各有才望，時人稱李氏三龍。

## 生平
初仕郡功曹，後舉孝廉，被任命為臨邛令，後為別駕從事。建安二十四年（公元219年），作為群臣上表文勸劉備進位漢中王。後隨劉備伐吳。章武二年（公元222年），李朝在永安去世。

## 家庭

### 子
- 李旦，字欽宗，曾任蜀漢光祿郎中主事。

### 孫
- 李毅，字允剛，[6]受王濬賞識，官至西晉龍驤將軍，封爵成都縣侯。

### 曾孙、曾孙女
- 李秀
- 李钊

## 評價
- 楊戲《季漢輔臣贊》中贊王甫（國山），李邵（永南），馬勛（盛衡），馬齊（承伯），李福（孫德），李朝（偉南），龔祿（德緒），王士（義強）：「國山休風，永南耽思；盛衡、承伯，言藏言時；孫德果銳，偉南篤常。 德緒，義強，志壯氣剛。 濟濟修志，蜀之芬香。」